# P級裝甲艦
P級裝甲艦是納粹德國海軍於1937年時為重建德國海軍艦隊的Z計畫設計的12艘裝甲艦，它們為德国级装甲舰的後繼艦。設計工程起於1937年，並持續到1939年結束。至少有9艘具備了相當細密而完整的設計。最後的設計是配備2座三聯裝砲塔共6門280公釐高速艦砲，如同先前的德國級。這些船艦以裝甲艦的標準進行設計，並將預定建造的12艘艦隻命名為P1至P12號。它們也是較原在1934年就被取消的D級裝甲艦更為先進的裝甲艦設計。
儘管這些船艦已下單到各造船廠，工程卻因為第二次世界大戰過早爆發而停擺，建造計畫隨之流產。

## 設計

### 性能數據
P級裝甲艦在水線上為223公尺長，全艦230公尺長、船幅26公尺、吃水有7.2公尺的設計；最大吃水高度為8公尺。它們還添加了縱向鋼架樑型結構，並主要使用焊接技術建造；還有13個隔間水密艙（watertight compartment）和一個方形艉（transom stern）以及2座蒸氣彈射器和2架Ar 196水上侦察机。
P級裝甲艦設計裝載12座MAN製9汽缸V型複動雙程柴油引擎，並預計將提供共165,000匹馬力的動力，每分鐘轉速達250圈。引擎配置為3座一組，共4組，每組各接4個輪軸，每個軸接一個直徑4.3公尺的螺旋槳。艦體設計可搭載3,600公噸的油料，但能夠儲存多達5,000公噸。巡洋速度為13節時可航行25,000海浬，而19節航速時則降到15,000海浬。

### 裝甲與武器
裝甲使用的材質是克虜柏的滲碳鋼，但在其設計上並未完全採用，僅有保護重要部位處使用。主甲板裝甲約有70公釐厚，另外還有100公釐厚的傾斜裝甲。上部甲板約20公釐厚，保護兩座主砲塔的裝甲厚度約在80公釐至100公釐間。船側裝甲為120公釐厚，為全船防護最重地區。其他較不重要處裝甲很薄，約為40公釐厚，甚至部份還僅有14.2公釐厚而已。
該艦的武裝為2座三聯裝砲塔上的6門280公釐速射艦砲，船前後各一座砲塔。該艦砲不確定是否與前級德國級的280公釐SK C/28艦砲相同，亦或有不同之設計。艦上還裝有4門150公釐/L55副砲在2座雙聯裝砲塔上，該砲塔配置於船身中線，同樣前後各一座。船前的280公釐砲塔原設計替換掉船前的150砲塔；但此構想後來被推翻，成了船前後各一座的佈局 。
該艦的150公釐雙聯裝砲塔是與俾斯麥級和沙恩霍斯特級同一類型的Drh L. C/34砲塔。該砲塔仰俯角為-10度至40度，最大射距為22,000公尺。150公釐的副砲每分鐘可發射6到8發的45.3公斤重彈藥，炮口初速為每秒875公尺。該砲彈使用的是雙發射裝藥：每個黃銅彈體內都有14.15公斤的RPC/38前火藥包與23.5公斤的主火藥包。
P級裝甲艦也裝有少量的防空砲，共4門的105公釐/L65高角度射砲和37公釐的高射砲。105公釐砲可發射2種砲彈：58.4公斤重的高爆彈和51.8公斤重的燃燒彈。這兩種彈藥僅使用單一的11.46公斤RPC/32裝藥發射。該砲可仰至80度高，可射擊12,500公尺遠的目標。該艦還另有6門533公釐的水下魚雷發射管。

## 下訂與取消
1938年3月至1939年12月這段期間，船艦設計師至少擬定了9種不同的設計方案。各設計有不同的船體尺寸和武裝，有些還有如裝載3座三聯裝280公釐砲塔此類特別設計。起初，有12艘船以P級設計為基礎下單建造，這些船艦暫定命名為P1至P12，建造工程交由多間德國造船廠來完成，包括基爾的德意志造船廠、漢堡的布洛姆-福斯和威廉港的威廉港戰爭海軍造船廠。然而，Z計畫接其建造規模縮減，最後變成僅建造8艘。第一艘船的龍骨原定於1940年2月1日鋪設。但是，1939年7月27日批准的Z計畫修订版將P級裝甲艦從建造項目中屏除，由O級戰鬥巡洋艦取代之。

## 資料來源
1. 1 2 3   (PDF).   [2010-08-21]. （原始内容存档 (PDF)于2014-04-24）.
2. 1 2 3 4 5 6 7  Gröner, p. 64
3. ↑  Gröner, p. 63
4. ↑  Gröner, p. 63–64
5. ↑  DiGiulian, Tony. . Navweaps.com. 20 November 2008  [2 June 2009]. （原始内容存档于2009-07-21）.
6. ↑  DiGiulian, Tony. . Navweaps.com. 26 January 2009  [2 June 2009]. （原始内容存档于2016-06-16）.